# 柄谷行人
柄谷 行人（からたに こうじん、本名：柄谷 善男〈からたに よしお〉、1941年〈昭和16年〉8月6日 - ）は、日本の哲学者、文学者、文芸批評家。兵庫県尼崎市出身。筆名は夏目漱石の小説『行人』にちなむとされているが、本人は「kojin」という語感と響きから偶然思いついたと語っている。
「国家」「資本」「ネーション」とは区別されるものとして、近年は「アソシエーション」という言葉を強調している。
『意識と自然ー漱石試論』(1969年)で論壇に登場。言葉と人間との関係を追究し、近代を読み直す。著書に『意味という病』(1975年)、『坂口安吾と中上健次』(1996年)、『トランスクリティーク　カントとマルクス』（2001年）、『哲学の起源』（2012年）、『帝国の構造』(2014年)、『世界史の構造』(2015年)など。
2022年、バーグルエン賞をアジア人で初めて受賞した。

## 経歴

### 1960年代
1960年、東京大学文科一類に入学。在学中から廣松渉、加藤尚武、西部邁、吉本隆明らと関わりがあった。
1965年、東京大学経済学部卒業。東京大学大学院人文科学研究科に進む。
1966年5月6日、「思想はいかに可能か」が第11回五月祭賞評の評論部門の佳作として『東京大学新聞』に掲載される。筆名は原行人。
1967年3月、東京大学大学院人文科学研究科修士課程修了。修士論文は“Dialectic in Alexandria Quartet”（「アレクサンドリア・カルテットの弁証法」）。4月、國學院大学非常勤講師に就任。5月15日、「新しい哲学」が第12回五月祭賞の評論部門の佳作として『東京大学新聞』に掲載される。筆名は柄谷行人。
1968年、日本医科大学専任講師に就任。
1969年、夏目漱石を主題とした「<意識>と<自然>―漱石試論」で第12回群像新人文学賞評論部門を受賞。文芸批評家としてのキャリアをスタートさせる。20代の柄谷は、吉本隆明を高く評価していたことが初期論文の「思想はいかに可能か」や「心理を越えたものの影」からうかがわれる。また、評論に夏目漱石を選んだのは、『漱石とその時代』等の漱石論・保守派的な論客で知られる江藤淳に読んでもらいたかったからだという。同じ年の『群像』11月号に「江藤淳論―「天」の感覚」を発表。柄谷は若い頃には江藤淳の文章を筆写して文章の練習をしていた。大学院で英文学を専攻したのも、江藤や福田恆存といった好んで読んでいた評論家のバックボーンが英文学だったことによる。1975年にアメリカ・イェール大学に滞在する時、（哲学科や英文科でなく）日本文学の研究・講義をすることになったのも江藤淳の推挙である。
文芸批評家としては「内向の世代」（古井由吉・後藤明生）を擁護。また中上健次とは、デビュー前から友人であり、その作品の終生における同伴者となる。中上の死の時には弔辞も読んでおり、追悼文で「「天才」という言葉を、私は中上健次にだけは使いたい」と述べている。また、デビュー以来の漱石論は断続的に執筆し続け、作品論としては『草枕』『門』『三四郎』『明暗』『道草』『それから』『虞美人草』を新潮文庫版のそれぞれの解説に執筆している。

### 1970年代
1970年4月、法政大学第一教養部専任講師に就任。
1971年、『國文學　解釈と教材の研究』1971年1月号「特集=江藤淳と大江健三郎」に「読者としての他者：江藤・大江論争」を寄稿。4月、法政大学助教授に就職。
1972年、『文學界』7月号に「夢の世界―島尾敏雄と庄野潤三」を発表。
1973年、新左翼運動衰退の指標となる連合赤軍事件を暗に主題とした「マクベス論―悲劇を病む人間」を『文藝』1973年3月号にて発表。以降「内面への道が外界への道である」 として、文芸批評の枠を超え、理論的（再）吟味を中心とした仕事を数多く行うこととなる。その中心にすえられたのが、価値形態論を中心としたマルクス『資本論』の読み直し・再解釈である。いままでのマルクス・レーニン主義の視点からでないマルクスを発見する、そして新たな連帯・コミュニケーションの形を見つけ出す、という目論見に基づくものであった。
1973年「マルクスその可能性の中心」連載を『群像』で開始（1978年出版）。商人資本における剰余価値は不等価交換ではなく空間的な価値体系の差異から生まれ、産業資本における剰余価値は技術革新による時間的な価値体系の差異から生まれるという、カール・マルクスとも宇野弘蔵とも異なる認識を、ソシュール言語学に基づいて、示した。
1975年4月、法政大学教授に就任。
1975年にはイェール大学東アジア学科から客員教授として招聘され、日本文学を教えるために、同年9月から1977年1月まで、妻子を連れてアメリカ東海岸の都市ニューヘイブンに滞在していた。当時のアメリカでは占星術が流行しており柄谷も影響を受けた。また、滞在中にポール・ド・マンと出会っている。1980年代に有名となった文芸理論としてのディコンストラクション、イェール学派のド・マンを通して、1978年には哲学の脱構築のジャック・デリダにも出会った。
その理論的仕事は三浦雅士編集長下の『現代思想』（1973 - ）（青土社）に発表されることが多く、蓮實重彦とともに1983年の浅田彰『構造と力』で始まる「現代思想ブーム」「ニュー・アカデミズム」の一端を70年代において準備した。三浦は柄谷の『心理を越えたものの影ー小林秀雄と吉本隆明』 で「同時代人を発見した」と思ったという。『現代思想』では70年代、当時注目の言論人としばしば対談を行い、三浦は柄谷を雑誌の方向性の中心に据えたという。
1975年11月には『意味という病』が第7回亀井勝一郎賞候補作に選出される。落選。上田三四二『眩暈を鎮めるもの』、上原和『斑鳩の白い道のうえに　聖徳太子論』が同賞受賞。
1977年1月、帰国。
1977年3月から東京新聞で文芸時評の連載を開始。連載は翌年11月に終了。
1978年7月、「風景の発見—序説」を『季刊芸術』夏号に発表。『マルクスとの可能性の中心』が刊行される。10月、「内面の発見」を『季刊芸術』秋号に発表。11月、『マルクスその可能性の中心』で第10回亀井勝一郎賞受賞。高田宏『言葉の海へ』が同時受賞している。

### 1980年代
1980年代、立て続けに『日本近代文学の起源』（講談社、1980年8月）、『隠喩としての建築』（講談社、1983年3月）、『内省と遡行』（講談社、1985年5月）、『探究I』（講談社、1986年12月）、『探究II』（講談社、1989年6月）を発表。いわゆる「構造主義」「ポスト構造主義」の理論的再吟味とマルクス『資本論』の価値形態論の再吟味を同時に行う仕事を行った。その仕事は1995年『Architecture as Metaphor』としてまとめられ、英語版が出版された（2003年の岩波版『隠喩としての建築』はその和訳である）。日本における80年代消費社会とポストモダニズムの安易な結合を批判した『批評とポストモダン』（福武書店、1985年4月）と合わせ、その仕事は80年代、一世を風靡した。例えばこの時期、大岡昇平は『批評とポストモダン』に小林秀雄のデビュー作「様々なる意匠」（『改造』、1929年）の再来を見出し、東浩紀は2000年代になって、同書を柄谷の作品で最も優れたものと評した。
1980年8月、『日本近代文学の起源』刊行。9月よりイェール大学比較文学科客員研究員として翌年3月までアメリカに滞在。
1981年、『日本近代文学の起源』が第9回平林たい子文学賞候補に選出されるも落選（評論部門での受賞作は無かった）。8月、「小島信夫論」を『新潮現代文学全集　三七　小島信夫』に発表。
1983年3月、『隠喩としての建築』刊行。
1984年11月1日、早稲田大学学園祭にて早稲田大学文学研究会主催の講演「バフチンとウィトゲンシュタイン」を行った。講演内容は講演集『言葉と悲劇』（第三文明社、1989年5月）に収録される。1982年から数年間早大に在籍していたという社会学者の石原英樹は当時文学研究会に所属しており、「講演などで毎年呼んでいた柄谷行人と何度も出会うことになり、大いに影響を受けた」「柄谷は「探究」を書く以前のかなり鬱な状態のころ（「柄谷の沈黙が現代思想の今年の最大の出来事だ」などといわれていた）で、学生相手に丁寧にお酒につきあってくれたことを覚えている」と振り返っている。
1985年5月、『内省と遡行』刊行。
1986年にはフランスポンピドゥー・センターで「前衛の日本」という大展覧会にあわせて開催されたシンポジウムに蓮實重彦・浅田彰とともに出席した。12月、『探求I』刊行。
1987年5月の第30回群像新人文学賞から同賞の選考委員に就任。
1988年11月の第10回野間文芸新人賞から同賞の選考委員に就任。
『探求II』連載終了後の1989年1月、鈴木忠志の発案に市川浩と参加する形で横断的な批評誌『季刊思潮』を創刊（1990年4月の第8号で終刊。第3号より浅田彰が編集に参加）。1991年4月、後続誌として『批評空間』 を創刊。浅田とともに編集委員を務める。浅田彰の国際的な編集能力にも助けられ、スラヴォイ・ジジェクを日本ではじめて本格的に紹介し特集をくむなどした。アドバイザリー・ボードと称された編集顧問にはエドワード・サイード、磯崎新、岩井克人、鈴木忠志、マサオ・ミヨシ、ポール・アンドラ、ハリー・ハルトゥーニアン、市川浩、フレドリック・ジェイムソンが名を連ねた。また若手批評家として東浩紀を生み出した（1993年4月に刊行された第9号に東の論文「ソルジェニーツィン試論：確率の手触り」が掲載される）。柄谷本人は90年代、この雑誌を中心に、それまでの構造と実存、あるいは個別性と単独性、一般性と普遍性の区別についての議論を、カント再吟味という形に移して継続した。
1989年6月、『探求II』刊行。

### 1990年代
また1990年代は、ポストモダン建築・脱構築主義建築の代表的作家である磯崎新、ピーター・アイゼンマン、イグナシ・デ・ソラ・モラレスが主宰した建築と多領域の対話の場としての国際会議Any conference （1991 - 2000）に参加。デザインや建築といった分野でも脱領域的に読まれることとなる。ロサンジェルスで行われたANYの第1回目の会議の最初のパネルではデリダと一緒に壇上に並んだ。
1991年、湾岸戦争への自衛隊派遣に抗議し、中上健次、津島佑子、田中康夫、高瀬幸途らとともに『湾岸戦争に反対する文学者声明』を発表した。
1995年には、カリフォルニア大学アーバイン校で、「エクリチュールとナショナリズム」 という論文を「人文科学の言説に関する国際会議」で発表。デリダがコメンテーターを務めた 。
1991年には、日本の湾岸戦争関与に反対してアピールする文学者たち の中心人物として運動を主導した。
1994年、法政大学の国際文化学部新設の取り下げに反対して教員によるロックアウトを行う。なお、法政大学では第一教養部に所属し、英語を担当しており、文学部の所属ではなかった。同年10月から11月にかけて、「柄谷行人『集中』インタビュー」のため、「『啓蒙』はすばらしい」（インタビュアー・坂本龍一）、「共同体・世界資本主義・カント」（インタビュアー・奥泉光）、「『柄谷的』なるもの」（インタビュアー・金井美恵子）を受ける。内容は翌1995年の『文學界』２月号に掲載された。
1995年11月4日、早稲田大学学生祭で講演。23日、京都大学十一月祭の「京都学派」シンポジウムで大橋健三郎、浅田彰とパネルディスカッション。
1996年、『新潮』5月号に絓秀実、福田和也との座談会「20世紀の批評を考える」が掲載される。
1998年、ラトガーズ大学にて、アンディ・ウォーホルについて講演した。
1999年、5月の第42回群像新人文学賞をもって同賞の選考委員を辞任。11月の第21回野間文芸新人賞をもって同賞の選考委員を辞任。

### 2000年代
2001年、『トランスクリティーク　カントとマルクス』を、その前年に自らも関わって立ち上げた生産者協同組合である、批評空間社 から出版、その内容をもとに、2000年6月、アソシエーション＝「国家と資本への対抗運動」の活動、NAM（New Associationist Movement） を立ち上げる。『NAM原理』（2000・太田出版）は、WEB上でその内容が公開されていたにもかかわらず当時1万7千部以上売れた。著名なエコロジー活動家など多数が参加し、最大700人の会員数を数えた。2001年9月11日にアメリカ同時多発テロ事件発生した際、NAMのサイトに「テロにも報復戦争にも反対する」という旨の声明が出た。なお『批評空間』のWEBサイト上で、9.11同時多発テロに対する柄谷行人のコメントとして「これは予言ではない」と題する文章が掲載された。
2001年12月にはWEB上でのヴァーチャルな取引を、制度設計として組み込んだことを目玉とする地域通貨Q を、NAMとは独立した任意団体として西部忠を中心に立ち上げた。当初の予定では、批評空間社もこのQに参入し、productsを部分的にQ支払い可能にし、出版・メディア、そして最終的には流通一般そのもの、の既成の仕組みを徐々に変革していくことが目指されていた。第3期批評空間創刊記念シンポジウムでは、建築や芸術のジャンルから磯崎新や岡崎乾二郎らがパネリストとして並び、地域通貨Qによる流通の変革への期待が述べられた。しかし、人間関係の軋轢、未知の問題点の噴出、ネット上でのコミュニケーションからおこる通信上の混乱などで、NAMは2003年1月に早々と解散。あるいは柄谷が「身も蓋もなく潰」した。批評空間社も社長兼『批評空間』の編集者の内藤祐治の死（2002年春）を契機に解散した。
『トランスクリティーク』自体は2003年NAM解散後、MIT（マサチューセッツ工科大学）出版から英語版が出版された。ジジェクはこれを「必読の書」と評した。しかしながらジジェクは、その中で、柄谷のカント読解がヘーゲルによるカント批判を軽視しているのではないか、商人資本の強調が労働価値説の位置を不確かなものにしているのではないか、地域通貨という解決策にも疑念が残るのではないか、と疑問を羅列するかたちで指摘している。また日本語版としては、岩波書店から柄谷行人集第三巻『トランスクリティーク』（2004）と言う形で第2版が出された。なお柄谷のカント読解は、初版出版時、岩波新カント全集監訳者の坂部恵から高い評価を受けている。
また、柄谷は自身の「トランスクリティーク」という言葉はガヤトリ・C・スピヴァクの「プラネタリー」という言葉と親和性が高いとしている。プラネタリー（惑星的）とはスピヴァクによると　グローバリゼーション（地球全域化）という言葉への「重ね書き」」 として提案された。実際、短期間所長をつとめた近畿大学人文研のキャッチフレーズは「プラネタリー（惑星的）な思考と実践」「芸術とは何かを発見する術であり、認識を新たにする術であり、社会の生産のあり方をも変革する力、すでに存在する事物の再生産ではなく、まだ認識もされなかった事物を新たに見出し生み出す力、さらにその新たな事物を交換、流通させていくメディアの創設、社会関係の構築」であった。
2001年頃、翻訳家の山口菜生子と再婚。以後、山口は柄谷凛の筆名を用いる。山口は明治大学名誉教授山口泰司と共訳書があることから、父娘関係ではないかといわれている。
2004年5月には近畿大学人文研での講義をもとにした『近代文学の終わり』 を早稲田文学 に発表。「若い人は「文学」をもうやらなくて結構です。かつての「近代文学」と持っている意義は同じだけど、何か、違うことを実現してください」という主旨を述べた。柄谷は、事実上この前後から文芸批評を行っておらず、このジャンルから撤退同然である。別の場所では「これまでのスタンスのままで「文学」をいうことはできない。文学を続けたかったら、むしろそれを否定しなければならない」 とも述べている。
『新潮』2004年8月にて福田和也と「現代批評の核」と題した対談を行う。
2004年11月には、京都大学で、この年の10月9日に亡くなったデリダの追悼シンポジウムに参加。その中で「トランスクリティークとはディコンストラクションの否定ではなくその徹底化であると考えてもらってもいい」と述べた。
2003年にMIT出版から『Transcritique on Kant and Marx』 を刊行。
2004年に岩波書店から定本柄谷行人集（全5巻） を刊行。英語やその他の言語に翻訳された著作・論文のみを選定し、今までの仕事を「定本」としてまとめた。
2005年4月から朝日新聞の書評委員。
2006年3月に近畿大学の運営に不満を持ち近畿大学国際人文科学研究所 所長を、副所長で、坂口安吾研究者の関井光男（柄谷とともに新坂口安吾全集を編集）とともに辞任。2006年1月19日の公開最終講義以降、外国を含め、大学においてゼミは行っていない。現在は自宅近くで、半年に一度、長池講義  という無料の公開講義を行っている（2007年11月より）。
2006年4月には「21世紀の教養新書」として再出発 することになった岩波新書赤版から刊行数1001点目・装丁リニューアル第1弾として『世界共和国へ』を出版。なお「世界共和国」という言葉はカントの『永遠平和のために』（1795）からとられている。
2007年10月、アメリカスタンフォード大学で講演を行った。映像は、YouTube  で見ることができる。
近年は佐藤優（『獄中記』） や宮崎学（『法と掟と』） への評価が高い。柄谷のアソシエーション＝「国家への対抗」が必然的に国家の法・実定法と緊張関係に入る、あるいは、それとは一定程度独立した自治的空間の創出を目指すことになる、ことから、さまざまな具体的な模索をしていることの一環（宮崎学「掟」への高評価・中間団体（丸山真男）の評価） だと思われる。またヴィトゲンシュタインやオースティン、ハーバート・ハートの流れを汲む英米法哲学の主流派の一人、ジョン・ロールズ（『正義論』『万民の法』）をカント的理念を法に持ち込むものとして高く評価している。
なお、ネグリ=ハートのマルチチュード（有象無象）論に関しては、「二元性（帝国（グローバルな資本主義）対マルチチュード）は、諸国家の自立性を捨象する時にのみ想定される」、つまり国家を軽視している、と懐疑的である。とはいえ、90年代終わり「『トランスクリティーク』を書いた時点では、（…）ネグリらの観点と似たものを持っていた」「グローバルな資本主義の深化が、ネーション=ステートというものを希薄にすると考え」ていた、とも認めている。
新自由主義・リバタリアニズムに関しても、その思潮は、リベラルな外観のもとに、実質的に、国家と資本、政治と経済の結合を強め、国家的統治を強化することにしかならず、しかもそのことを隠蔽する、と批判的である 。
2008年1月には『新現実』Vol.5 （太田出版）で、大塚英志と対談。その中で柄谷は「批評空間の立ち上げはもう無理」「NAMも同じで、違う形ではやるかもしれないが、俺がもう二度とやるとは思うなよ」と述べている。
地球温暖化などの環境問題に関しては、物理学者槌田敦による「『地球温暖化二酸化炭素原因説＝原子力発電奨励』への批判」 に注目している。同様な趣旨で、2008年4月7日朝日新聞紙上に「科学者の課題は何ですか」という分子生物学者福岡伸一氏とのクロストークが掲載された。
早稲田大学2008年4月1日入学式での不当逮捕抗議声明 （絓秀実の項を参照）に賛同署名している。

### 2010年代
2010年6月、岩波書店から『世界史の構造』を出版した。
2011年3月11日の原発震災後、「デモをすることによって社会を変えることは、確実にできる。なぜなら、デモをすることによって、日本の社会は、人がデモをする社会に変わるからです。」 と新宿アルタ前広場で行われた、素人の乱主催による「9.11新宿　原発やめろデモ!!!!」街頭集会でスピーチした。
2014年『世界史の構造』の英訳『The Structure of World History : From Modes of Production to Modes of Exchange』をデューク大学出版から刊行。2014年4月には、デューク大学で、コンフェランス「From Modes of Production to Modes of Exchange」 をもった。
2014年9月から2015年3月まで、『社会運動』（市民セクター政策機構/インスクリプト）で『NAMを語る』を連載。同じく『社会運動』で2015年5月から7月まで、市民セクター政策機構理事長で生活クラブ連合会会長の加藤好一のインタビューを受けた。
2015年8月15日、第二次世界大戦終結70年の日に、岩波書店が朝日新聞に出した全面広告において、「戦後70年　憲法9条を本当に実行する」 という 表題のインタビューを岡本厚岩波書店社長から受けた。
2016年1月、岩波書店より『定本　柄谷行人文学論集』を上梓。

### 2020年代
2022年10月、岩波書店から『力と交換様式』を発行。

## 人物
- ウィキペディアを評価している[62][63]。
- 幼稚園で登園拒否をし、小学校でも登校はしたが[64]、2年生の終わりまで2年間口をきかず、選択的緘黙症だったらしいと述べている。その後しゃべるようにはなったが、そのかわりに赤面恐怖症で人前に出るのが苦痛となり、文学になじむようになったのはそれと関係があると思う、と述べている[65]。
- 1960年の安保闘争[66] のときには全学連主流派かつ安保ブント[67] の学生活動家であった経歴もあり、一貫して日本共産党とは違った立場の「左翼」を自認している。アナーキストとも自認する。
- 国家を直接に否定することで、結局、強い国家を呼び起こす、国家やネーションは簡単に超えられない、としてアナーキズムに関して批判的である。「実際的には漸進主義」で「現実的には、妥協の人」[68] とも自分を規定する。「資本=ネーション=国家を揚棄するという理念がありさえすれば、実際の立場や方法にはこだわらない」[69] とも自分では述べる。
- 作家の冥王まさ子は元妻で、彼女の小説にモデルとして登場している[70]。柄谷は彼女の死後、再婚している。
- 筒井康隆、中上健次と共に日本文芸家協会を1990年に退会しているが、その際「入会してから一度も会費を払ったことがない自分に退会の資格はあるのか」と最初は退会を逡巡していた。しかし中上に「名簿に名前が載っている以上、退会は可能である」と促され、最終的には2人に同調することとなった[71]。
- 阪神タイガースのファン。野球をプレイするのも好きで、80年代、蓮實重彦、中上健次らと「カレキナダ」という草野球チームを作っていたことがある[72]。
- 本人によれば、著作をすべて読んで、且つ自身が幾度も言及した日本の作家は、夏目漱石、柳田国男、坂口安吾、中上健次の四人だけだという[73]。

## 批判
- 1980年の『日本近代文学の起源』における「『文学』という概念は歴史的にもともとあったものではなく、近代になって『源氏物語』や井原西鶴などが、『文学史』として再発見され、作りだされた」といった議論は、大きな影響力をもった。その後、「○○は近代になって、人工的に産み出された概念である」というように、様々な論者によって流用されてきた[74]。しかし1978年に『日本近代文学の起源』が『季刊藝術』に連載されていた時点で、亀井秀雄が『群像』での連載「感性の変革」において、「起源」の同定作業が不徹底であるなど厳しく批判した。が、柄谷は応答しなかった。さらにアリエス『＜子供＞の誕生』の剽窃だとする批判もあるが、本人は読んだことがない、と否定している[75]。

| 「 | これまでと同様に柄谷氏は、文芸批評者の大勢を追って右にも左にも大胆に立場を変えるだろう。その時々の読者の前で、華麗な思考を上演して見せ、常に文芸の正しい水先案内人であり続けるだろう。だが肝心の読者たちは、いつまでも氏の子守歌を求め、耳を傾けるのだろうか。 | 」 |

- 小谷野敦は『評論家入門―清貧でもいいから物書きになりたい人に』（平凡社新書、2004年11月）において『日本近代文学の起源』の批判を展開している。
- 社会学者の宮台真司は「マルクス主義への反省からアナーキズム（国家なき中間集団主義）を提唱するアホ」と批判している[76]。

| 「 | マルクス主義への反省からアナーキズム（国家なき中間集団主義）を提唱するアホが出てきた。柄谷行人（笑）。おいおい、フランス第三共和制を反省したプルードン（アナーキスト）へのそのまた原理的克服は、マルクス主義だけじゃなくて、デュルケームの社会学的中間集団論（国家肯定の中間集団主義）によっても図られたのを忘れちゃ困る。 | 」 |

- アナーキストでファシストの千坂恭二は、「読んでてなるほどなあと思うと同時に、なんか胡散臭いと思ってしまう」として、彼が正体不明であると述べている[77]。

| 「 | 柄谷のポジションで不思議なのは、彼は一体どの時代に属する思想家なのかが不明なんや。浅田彰が出てきてニュー・アカデミズムのブームがあって、その延長線上に東浩紀やなんかがいるとする。じゃあ柄谷行人は何なん? 彼はニュー・アカデミズムやなくて、もっと前からいてる人でもある。「1968年」闘争の思想家かというと、そうではなくて、やっぱりその前からいてる。彼は一体何者なのか、ということや。 | 」 |

## 略歴
- 1957年 - 甲陽学院中学校卒業。
- 1960年 - 甲陽学院高等学校卒業。
- 1965年 - 東京大学経済学部卒業、東京大学大学院人文科学研究科英文科進学。英文科の同級生だった原真佐子（後の作家・冥王まさ子）と結婚。
  - 大学院時代は山手線田端駅近辺に下宿しており、近所に住んでいた吉本隆明の家を何度も訪ねた。
- 1967年 - 東京大学大学院人文科学研究科修士課程修了。
- 1968年 - 日本医科大学専任講師。
- 1970年 - 法政大学第一教養部専任講師。
- 1971年 - 助教授。
- 1975年 - 教授（ - 1994年）。イェール大学東アジア学科客員教授 ( - 1977年)。ポール・ド・マンと知り合う。また、やはりイェール大学にいた、岩井克人、水村美苗夫妻とも知合う。
- 1980年 - イェール大学比較文学科客員研究員（ - 1981年）。
- 1983年 - コロンビア大学東アジア言語文化学科客員研究員（ - 1984年）。
- 1990年 - カリフォルニア大学アーバイン校客員教授。コロンビア大学比較文学科客員教授。永山則夫の入会申請を日本文芸家協会が拒否したため、これを批判して、筒井康隆、中上健次とともに協会を脱退。
- 1991年 - コーネル大学客員教授（ - 1992年）。日本の「湾岸戦争関与」に反対して、中上健次・川村湊・田中康夫・高橋源一郎・いとうせいこうらと、「『「文学者」の討論集会』アッピール」を発表。
- 1994年 - 近畿大学文芸学部特任教授。
- 1995年4月21日 - 元妻の冥王がカリフォルニア州サクラメントの病院で動脈瘤破裂のため急逝。
- 2000年 - NAMを創設。
- 2002年 - 近畿大学教授・国際人文科学研究所所長（ - 2006年）。カリフォルニア大学ロサンゼルス校客員教授。
- 2003年 - NAMを解散。
- 2006年 - 近畿大学国際人文科学研究所所長・教授を辞任。

## 受賞歴
- 1969年 -「〈意識〉と〈自然〉 漱石試論」で第12回群像新人文学賞。
- 1978年 -「マルクスその可能性の中心」で第10回亀井勝一郎賞。
- 1996年 -「坂口安吾と中上健次」で第7回伊藤整文学賞。
- 2013年 -「哲学の起源」で第3回紀伊國屋じんぶん大賞。
- 2022年 - バーグルエン哲学・文化賞（アジア初の受賞）[78][79]。
- 2023年 - 2022年度朝日賞[80]

## 著書

### 文学
- 『畏怖する人間』（冬樹社、1972年 / トレヴィル、1987年 / 講談社文芸文庫、1990年）
夏目漱石、小林秀雄、吉本隆明、古井由吉、江藤淳、芥川龍之介、高橋和巳、マルコ伝、大江健三郎、安部公房、鮎川信夫らを論じる。
- 『意味という病』（河出書房新社、1975年 / 講談社文芸文庫、1989年、ワイド版2018年）
島尾敏雄、庄野潤三、志賀直哉、森鷗外らを論じる。
- 『マルクス その可能性の中心』（講談社、1978年 / 講談社文庫、1985年 / 講談社学術文庫、1990年） 
表題のマルクス論の他、夏目漱石、武田泰淳らを論じる。
- 『反文学論』（冬樹社、1979年 / 講談社学術文庫、1991年 / 講談社文芸文庫、2012年）
1977年から78年にかけ『東京新聞』夕刊に連載された唯一の文芸時評をまとめたもの。
- 『日本近代文学の起源』（講談社、1980年 / 講談社文芸文庫、1988年、改版2009年 / 岩波現代文庫（改訂版）、2008年）

国木田独歩の作品を通じて、明治20年代におこった、言文一致運動を「風景の発見」として論じる。
- 『隠喩としての建築』（講談社、1983年 / 講談社学術文庫、1989年）

表題の理論的仕事の他に、サイバネティックスや、中上健次らを論じる。
- 『批評とポスト・モダン』（福武書店、1985年 / 福武文庫、1989年）
中上健次、梶井基次郎、『資本論』、森敦、唐十郎ら作家論、エイズを論じる。
- 『終焉をめぐって』（福武書店、1990年 / 講談社学術文庫、1995年）
村上春樹、中上健次、大江健三郎、三島由紀夫らを、89年から91年の冷戦構造の崩壊変容に絡め論じる。
- 『漱石論集成』（第三文明社、1992年 / 平凡社ライブラリー（増補版）、2001年 / 岩波現代文庫（新版）、2017年）
断続的に書き続けた夏目漱石に関する論考を一冊にまとめる。
- 『坂口安吾と中上健次』（太田出版、1996年 / 講談社文芸文庫、2006年）
- 『差異としての場所』（講談社学術文庫、1996年）
『隠喩としての建築』と『批評とポスト・モダン』を再編したもの
- 『日本精神分析』（文藝春秋、2002年 / 講談社学術文庫、2007年）
表題の論考のほか、芥川龍之介、谷崎潤一郎、菊池寛らを論じる。
- 『近代文学の終わり・柄谷行人の現在』（インスクリプト　2005年）
「近代文学の終わり」に関する講演のほか、二葉亭四迷の翻訳の問題について論じる。
- 『柳田国男論』（インスクリプト、2013年）
著者32歳（1974年）と45歳（1986年）期の柳田論
- 『遊動論　柳田国男と山人』（文春新書、2014年）
- 『定本 柄谷行人文学論集』（岩波書店、2016年）
- 『坂口安吾論』（インスクリプト、2017年）
- 『柄谷行人書評集』（読書人、2017年）

### 哲学
- 『思考のパラドックス』（第三文明社、1984年）
- 『内省と遡行』（講談社、1985年 / 講談社学術文庫、1988年 / 講談社文芸文庫、2018年）
- 『探究I』（講談社、1986年 / 講談社学術文庫、1992年）
- 『探究II』（講談社、1989年 / 講談社学術文庫、1992年）
- 『言葉と悲劇』（第三文明社、1989年 / 講談社学術文庫、1993年） 初の講演集。
- 『ヒューモアとしての唯物論』（筑摩書房、1993年 / 講談社学術文庫、1999年）
- 『〈戦前〉の思考』（文藝春秋、1994年 / 講談社学術文庫、2001年）
憲法、湾岸戦争、国家、民族、議会制民主主義などを論じた講演集。
- 『倫理21』（平凡社、2000年 / 平凡社ライブラリー、2003年）
東京裁判、丸山眞男、教育、宗教、酒鬼薔薇事件などを論じた、初の書き下ろし。
- 『トランスクリティーク――カントとマルクス』（批評空間、2001年 / 岩波現代文庫、2010年）
- 『柄谷行人初期論文集』（批評空間、2002年 / インスクリプト、2005年）
文芸批評家として活動期以前に、発表された論考を収録。
- 『世界共和国へ――資本=ネーション=国家を超えて』（岩波新書、2006年）
- 『世界史の構造』（岩波書店、2010年 / 岩波現代文庫、2015年）
- 『「世界史の構造」を読む』（インスクリプト、2011年）
- 『政治と思想 1960 - 2011』（平凡社ライブラリー、2012年）
- 『哲学の起源』（岩波書店、2012年 / 岩波現代文庫、2020年）
- 『柄谷行人インタヴューズ』（講談社文芸文庫（全2巻）、2014年）
1977年から2013年までの未収録インタヴューを集成
- 『帝国の構造　中心・周辺・亜周辺』（青土社、2014年 / 岩波現代文庫、2023年11月）
- 『憲法の無意識』（岩波新書、2016年）
- 『言葉と悲劇　柄谷行人講演集成 1985-1988』（ちくま学芸文庫、2017年）
- 『思想的地震　柄谷行人講演集成 1995-2015』（ちくま学芸文庫、2017年）
- 『世界史の実験』（岩波新書、2019年）
- 『ニュー・アソシエーショニスト宣言』（作品社、2021年）
- 『力と交換様式』（岩波書店、2022年）
- 『柄谷行人の初期思想』（講談社文芸文庫、2023年9月）

### 選集
- 『定本柄谷行人集』（岩波書店、2004年）

1. 「日本近代文学の起源」
2. 「隠喩としての建築」
3. 「トランスクリティーク――カントとマルクス」
4. 「ネーションと美学」
5. 「歴史と反復」

### 共著
- 『ダイアローグ』（冬樹社、1979年 / 第三文明社（I〜V）、1987年 - 1998年）。1970～94年の対話を集成
  - 『柄谷行人対話篇 Ⅰ 1970-83』講談社文芸文庫、2021年3月。ISBN 978-4-06-522856-2。
  - 『柄谷行人対話篇 Ⅱ 1984-88』講談社文芸文庫、2022年3月
  - 『柄谷行人対話篇 Ⅲ 1989-2008』講談社文芸文庫、2023年3月
- （中上健次）『小林秀雄をこえて』（河出書房新社、1979年）
  - 『柄谷行人 中上健次 全対話』（講談社文芸文庫、2011年）
- （笠井潔）『ポスト・モダニズム批判――拠点から虚点へ　<現在>との対話（1）』（作品社、1985年）
- （蓮實重彦）『闘争のエチカ』（河出書房新社、1988年 / 河出文庫、1994年）
  - 『柄谷行人 蓮實重彦 全対話』（講談社文芸文庫、2013年）
- （岩井克人）『終わりなき世界――90年代の論理』（太田出版、1990年）
- （小池清治・小森陽一・芳賀徹・亀井俊介）『漱石をよむ』（岩波書店、1994年）
- （絓秀実・福田和也・富岡幸一郎・大杉重男・清水良典）『皆殺し文芸批評――かくも厳かな文壇バトル・ロイヤル』（四谷ラウンド、1998年）
- （浅田彰・市田良彦・小倉利丸・崎山正毅）『マルクスの現在』（とっても便利出版部、1999年）
- （浅田彰・岡崎乾二郎・奥泉光・島田雅彦・絓秀実・渡部直己）『必読書150』（太田出版、2002年）
- （聞き手：小嵐九八郎）『柄谷行人　政治を語る』（図書新聞、2009年）
- 『大江健三郎 柄谷行人全対話　世界と日本と日本人』（講談社、2018年6月）
- 『柄谷行人 浅田彰全対話』（講談社文芸文庫、2019年10月）
- （聞き手：大澤真幸・見田宗介）『戦後思想の到達点　柄谷行人、自身を語る』（NHK出版、2019年11月）
- 『柄谷行人発言集　対話篇』（読書人、2020年11月）
- 『柄谷行人『力と交換様式』を読む』（文春新書、2023年5月）

### 編著
- 『シンポジウム』（思潮社、1989年 / 太田出版、1994年）
- 『近代日本の批評』（全3巻：福武書店、1990年 / 講談社文芸文庫、1997年）
- 『可能なるコミュニズム』（太田出版、2000年）
- 柳田国男 『「小さきもの」の思想』（文藝春秋〈文春学藝ライブラリー〉、2014年）

### 共編著
- （蟻二郎・森常治）『現代批評の構造――通時批評から共時批評へ』（思潮社、1971年）
- 『柄谷行人＆高橋源一郎』（講談社、1992年）
- （渡部直己）『中上健次と熊野』（太田出版、2000年）

### 翻訳
- エリック・ホッファー 『現代という時代の気質』（晶文社、1972年 / ちくま学芸文庫、2015年）

## 英文著作
- Origins of Modern Japanese Literature, trans. and ed. by Brett de Bary, Duke University Press, 1993 （英語）
- Origins of Modern Japanese Literature, Duke University Press, 1993 （英語）
- Architecture as Metaphor, The MIT Press, 1995 （英語）
  - 日本語版の『隠喩としての建築』『内省と遡行』『探究I、II』を一冊にした英文選集。『定本柄谷行人集2　隠喩としての建築』は上記を元版。
- Transcritique : On Kant and Marx, The MIT Press, 2003 （英語）
- History and Repetition, Columbia University Press, 2011 （英語）
- The Structure of World History : From Modes of Production to Modes of Exchange, Duke University Press, 2014 （英語）　マイケル・ボーダッシュ英訳
- Nation and Aesthetics: On Kant and Freud, Oxford University Press, 2017 （英語）
- Isonomia and the Origins of Philosophy, Duke University Press, 2017 （英語）
- Marx: Towards the Centre of Possibility, Verso, 2020 （英語）

## 柄谷の研究・作家論
- 小林敏明『柄谷行人論 <他者>のゆくえ』筑摩書房〈筑摩選書〉、2015年
- 合田正人『吉本隆明と柄谷行人』PHP新書、2011年
- 『現代思想　臨時増刊　総特集＝柄谷行人の思想』青土社、2014年12月
- 『現代思想　臨時増刊　柄谷行人』青土社、1998年7月
- 『柄谷行人 「国文学解釈と鑑賞」別冊』関井光男編、至文堂、1995年
- 曺泳日『柄谷行人と韓国文学』（高井修訳、インスクリプト、2019年）